# Гужин (Любуське воєводство)
Гужин (пол. Górzyn, нім. Göhren) — село в Польщі, у гміні Любсько Жарського повіту Любуського воєводства.
Населення — 966 осіб (2011).
У 1975-1998 роках село належало до Зеленогурського воєводства.

## Демографія
Демографічна структура станом на 31 березня 2011 року:
|          | Загалом | Допрацездатний вік | Працездатний вік | Постпрацездатний вік |
| -------- | ------- | ------------------ | ---------------- | -------------------- |
| Чоловіки | 482     | 104                | 347              | 31                   |
| Жінки    | 484     | 88                 | 313              | 83                   |
| Разом    | 966     | 192                | 660              | 114                  |